# Amanda Knoxová
Amanda Knoxová (* 9. červenec 1987) je americká občanskoprávní aktivistka a spisovatelka, která se dostala do celosvětového povědomí poté, co se stala podezřelou v případu vraždy spolubydlící Meredith Kercherové, ke které došlo 1. listopadu 2007 v italském městě Perugia. V roce 2009 byla Knoxová za vraždu odsouzena, v roce 2011 osvobozena a o 3 roky později opět odsouzena. Teprve v roce 2015 byla nejvyšším odvolacím soudem definitivně zproštěna obvinění. Případ vzbudil mezinárodní kontroverzi.

## Pozadí případu
Amanda Marie Knoxová se narodila 9. července 1987 v Seattlu ve Spojených státech amerických. Po absolvování střední školy se přihlásila na Washingtonskou univerzitu, kde se věnovala studiu lingvistiky. Byla poměrně úspěšnou a populární studentkou. Školu si platila sama prostřednictvím různých brigád. V roce 2007 se rozhodla absolvovat jednoleté studium italštiny na univerzitě v Perugii. Zde se nastěhovala do patrového domu na Via della Pergola č. 7, kde sdílela byt s dvojicí Italek a Britkou Meredith Kercherovou, studentkou univerzity v Leedsu. Knoxová jejich vztah popsala jako přátelský, uvedla však, že si nebyly až tak blízké. Každá se stýkala s jiným okruhem lidí. Zatímco Kercherová byla popisována jako tichá, uzavřená a nekonfliktní dívka, Knoxová měla být nespoutaná, divoká a lehkovážná.V Perugii si přivydělávala jako servírka v restauraci Le Chic, kterou vedl Patrick Lumumba, původem z Konga. Asi týden před vraždou Kercherové se na koncertě vážné hudby seznámila se studentem informatiky Raffaele Sollecitou, s nímž trávila následující dny.

## Vražda Meredith Kercherové
2. listopadu 2007 v 9 hodin ráno dostala poštovní a telekomunikační policejní jednotka hlášení o nálezu dvou mobilních telefonů v zahradě jednoho z domů v Perugii. Zjistili, že telefony patří Kercherové, a proto je přijeli vrátit majitelce do domu na Via della Pergola č. 7. Na místě narazili na Raffaele Sollecitu a jeho přítelkyni Amandu Knoxovou. Ve zhruba stejnou dobu dorazila také druhá spolubydlící se svým přítelem, které Knoxová zavolala. Policistům sdělili, že mají podezření na vloupání. Vchodové dveře měly být otevřené, okno v patře rozbité kamenem a v koupelně našli stopy krve. Pokoj Kercherové byl zamčený a zevnitř nikdo neodpovídal. Zatímco policisté procházeli dům, Sollecito vše telefonicky ohlásil karabinierům. Po vyražení dveří na pokoji Kercherové našli její mrtvé tělo zakryté světlou přikrývkou. Na zemi se nacházelo oblečení nasáklé krví. Krevní stopy včetně krvavých otisků rukou a nohou se náchazely jak na podlaze, tak na zdech a dveřích. Ve vedlejším pokoji byly rozházené věci a rozbité okno. V koupelně byly stopy krve na umyvadle a krvavý otisk chodidla na předložce u sprchy. V záchodové míse byly výkaly. Nedlouho po začátku vyšetřování na místo dorazili i zástupci médií, včetně televizních štábů.

## Vyšetřování
Pitva prokázala, že Kercherová byla znásilněna, škrcena a pobodána nožem, který se na místě činu nenašel. Hluboká rána na krku potom způsobila její vykrvácení. Na pohlavních orgánech oběti byly nalezeny stopy mužské DNA. Další stopy mužské DNA byly objeveny v pokoji na polštáři a na ručníku. V koupelně byla nalezena ženská DNA v krevních stopách na umyvadle, na vypínači a na předložce u sprchy. Oznamovatel Sollecito byl 5. listopadu pozván k výslechu, kam ho Knoxová doprovodila, a při té příležitosti byla vyslechnuta také. Jelikož byli v této fázi vyšetřování považováni pouze za svědky, nebyl jim přiznán nárok na obhájce. Toho smějí využít pouze lidé obvinění. Knoxová si později stěžovala, že jí bylo odpíráno jídlo a pití, nesměla použít sociální zařízení, bylo jí vyhrožováno 30 lety vězení, pokud se nedozná a minimálně 2× ji vyšetřovatel udeřil do hlavy. Italská strana tato tvrzení odmítla a výslechy označila za intenzivní, ale korektní.
Knoxová vypověděla, že 1. listopadu dostala od majitele restaurace Le Chic Particka Lumumby SMS zprávu, že nemusí chodit do práce, protože v restauraci nejsou hosté. Celý večer pak strávila v bytě Sollecity. Povídali si, dívali se na filmy na počítači, kouřili marihuanu a ona mu předčítala z německé verze knihy o Harrym Potterovi. Během večera praskl v kuchyni odtok ze dřezu a velké množství vody vyteklo na podlahu. Jelikož Sollecito neměl v bytě nic, čím by se dala voda vytřít, dohodli se, že u něj Knoxová přespí a druhý den přiveze mop. Ráno proto odjela do svého bytu. Všimla si otevřených vstupních dveří a pojala podezření, že se do domu mohl někdo vloupat. Zkontrolovala svůj pokoj, který byl v pořádku. Odešla do koupelny, aby se osprchovala. Na umyvadle si všimla kapek krve, které jí však nepřišly zvláštní, protože si myslela, že se jen někdo ze spolubydlících poranil a v umyvadle si ránu oplachoval. Při vystoupení ze sprchy si všimla velké krevní skvrny na předložce. V záchodové míse pak objevila výkaly. Okno v pokoji další spolubydlící bylo rozbité. Knoxová věděla, že v domě má být pouze Kercherová, a proto se vydala do jejího pokoje, který našla zamčený. Kercherová neodpovídala na její volání a nezvedala ani telefon. Knoxová zatelefonovala ostatním spolubydlícím, a řekla jim, co se stalo. Poté se vrátila pro Sollecitu, který se neúspěšně pokusil dveře vyrazit. Následně zatelefonovala matce a poprosila jí o radu. Ta jí řekla, aby okamžitě zavolali karabiniéry, což Sollecito udělal, ovšem až poté, co dvojice policistů přijela vrátit nalezené telefony.
Sollecito tuto verzi původně potvrdil. Později však vyšetřovateli řekl, že si není jistý, zda s ním Knoxová večer v den vraždy byla. Později ho měla přemlouvat, aby jí poskytl alibi. Knoxová byla konfrontována s výsledky analýzy jejího mobilního telefonu. SMS od Lumumba byla smazána. Našla se však její odpověď na tuto zprávu, ve které napsala "Dobře. Uvidíme se později. Večer se bav". Z toho vyšetřovatelé usoudili, že Knoxová měla s Lumumbem 1. listopadu večer schůzku. Knoxová následně učinila výpověď, ve které uvedla, že si vybavuje setkání s Lumumbou na basketbalovém hřišti, kde se dohodli, že půjdou k ní domů. Lumumba měl mít velký zájem o Kercherovou a chtěl se s ní setkat. Ve své výpovědi Knoxová dále uvedla, že si vzpomíná jen na to, že měl Lumumba s Kercherovou pohlavní styk, zatímco ona čekala v kuchyni. Potom se ozvaly výkřiky. Vzpomínky měla velice zamlžené, ale připustila, že Lumumba mohl ten večer Kercherovou zabít. Sama se probudila druhý den ráno v bytě Sollecity. Jeho účast na vraždě nemohla potvrdit ani vyvrátit, protože její vzpomínky byly zmatené. Na základě této výpovědi byli Knoxová, Sollecito a Lumumba zadrženi jako podezřelí. 6. listopadu napsala Knoxová prohlášení, ve kterém svou předchozí výpověď odvolala. Podle ní vedlo k jejímu doznání vyčerpání, zmatenost, šok a nátlak vyšetřovatelů. Tuto výpověď učinila po mnohahodinovém výslechu téměř ve 2 hodiny ráno. To, co původně popisovala jako reálné vzpomínky, měly být jen snové obrazy v její hlavě, které se jí vracely. 20. listopadu byl Patrick Lumumba zproštěn obvinění na základě výpovědi návštěvnice restaurace, která ho 1. listopadu viděla obsluhovat. K výpovědi svého přítele Raffaele Sollecity Knoxová uvedla, že se jen ze strachu z vysokého trestu snaží "zachránit si vlastní kůži" tím, že potvrzuje jakoukoliv verzi vyšetřovatelů zaměřenou proti ní. Sollecito svou výpověď později označil za vynucenou.

## Analýza stop
Analýza DNA z místa činu potvrdila přítomnost Rudy Guedeho. Guede, imigrant původem z Pobřeží slonoviny, hrával basketbal s mladíky z přízemního bytu. V minulosti měl problémy se zákonem kvůli opakovaným vloupáním. S Knoxovou i Kercherovou se několikrát setkal. Všechny otisky i stopy DNA nalezené v pokoji Kercherové a na jejím těle patřily právě jemu. Jeho DNA se našla také na svetru, na kabelce, na látce rozříznuté podprsenky, na ručníku a na polštáři, kterým bylo tělo Kercherové podložené. Stopa jeho boty se našla na podlaze a na fragmentu skla z rozbitého okna. Fekálie v záchodě byly také Guedeho. V době vraždy byl zachycen průmyslovou kamerou blízko místa činu. Guede uprchl do Německa, odkud byl 6. prosince vydán zpět do Itálie. Přiznal, že v osudnou noc u Kercherové byl. Chtěl s ní mít pohlavní styk, ale neměli u sebe kondom, proto se chtěl pouze osprchovat a odejít. Když ze sprchy vylezl, uviděl v pokoji neznámého muže, který ho napadl a pořezal na ruce. Kercherovou našel na zemi v kaluži krve. Snažil se jí nějak pomoci, přičemž na místě zanechal své stopy. Potom dostal strach a utekl. Guede také původně řekl, že Knoxová s ním v bytě nebyla. Později však vypověděl, že před objevením těla zahlédl právě Knoxovou, a útočníkem, který ho poranil nožem, byl Sollecito.
Z forenzní analýzy dalších místností vyplynulo, že na umyvadle v koupelně byla jedna kapka krve patřící Knoxové a několik skvrn obsahujících DNA jak Kercherové, tak Knoxové. Skvrna na předložce u sprchy odpovídala otisku bosé nohy. Při kontrole místa činu luminolem se našly další bosé stopy stejné velikosti. To vedlo k úvaze, že se na místě činu pohybovala bosá osoba, která si ušpinila nohy krví oběti. Státní zástupce tvrdil, že velikost stopy odpovídá Sollecitovi. 46 dní po vraždě byla pod koberečkem nalezena odřezaná spona od podprsenky. Na ní se nacházela DNA Sollecita a dvou neznámých mužů. Státní zástupce zpochybnil teorii o vloupání. Podle něj byl kámen nalezený mezi střepy příliš velký na to, aby ho někdo vhodil do prvního patra. Otvor v okně se zdál naopak velmi malý. Sklo leželo na rozházeném oblečení, takže k prohledání pokoje nejspíš došlo ještě před rozbitím okna. Kromě mobilních telefonů se z bytu také nic neztratilo. Všechny cenné předměty zůstaly na svém místě. Prokurátor loupež označil za fingovanou. Jedním z hlavních důkazů proti Knoxové se stalo její chování bezprostředně po vraždě. Už během ohledávání místa činu se venku objímala a líbala se Sollecitou. Při čekání na výslech se usmívala, dělala různé gymnastické prvky a nic nenasvědčovalo tomu, že by byla z celé situace jakkoliv rozrušená. Toto chování bylo bráno jako důkaz její absolutní chladnosti vůči smrti kamarádky, či jako příznak možné mentální poruchy.

## Zájem médií
Informace o brutální vraždě britské studentky přilákala okamžitě po zahájení vyšetřování k místu vraždy zástupce médií. Během převozu těla na pitevnu byla budova doslova obklíčena novináři. V televizi se již večer objevily záběry z okolí domu. V Itálii byl případ označen za 'kauzu století'. Obrovský zájem byl zaznamenán i v zahraničí, především ve Spojeném království a Spojených státech. Kvůli jejímu nízkému věku, sebevědomému vystupování a přitažlivému vzhledu, se zájem médií soustředil výhradně na Knoxovou. Získala velké množství přezdívek, např. Luciferina, ďábel s andělskou tváří, lstivá čarodějnice, Amanda Rozparovačka, vražedkyně s očima Bambiho, a především pak Foxy Knoxy (prohnaná Knoxy). Tato poslední přezdívka v bulvárních médiích doslova zdomácněla. Běžnou součástí novinových článků a televizních spotů se pak staly informace z jejího osobního života, často značně přibarvené či úplně nepravdivé. Nick Pisa z britského bulvárního deníku Daily Mail uvedl, že vymýšlení stále senzačnějších článků bylo profesní povinností každého novináře, který chtěl v té obrovské konkurenci jiných novinářů uspět a přilákat čtenáře. Právě média do značné míry zformovala názor veřejnosti na případ a především na samotnou osobnost Knoxové. Také Patrick Lumumba poskytoval placené rozhovory, ve kterých Knoxovou kritizoval a popisoval její problematické vztahy s lidmi z jejího okolí. Jeho verze pro média se však lišily od jeho výpovědí vyšetřovatelům. Uváděl například, že Kercherová u něho několikrát hostům namíchala výborné mojito, proto jí nabídl místo, čímž rozzuřil Knoxovou, protože na druhou dívku žárlila. Vyšetřovatelům však řekl, že Kercherovou v podstatě znal jen od vidění. Zatímco v Itálii převládalo přesvědčení o vině Knoxové a Sollecita, ve Spojených státech tomu bylo přesně naopak. Italské soudy byly obviňovány ze zaujatosti a senátorka Hillary Clintonová byla dokonce v souvislosti s kauzou informována o protiamerických postojích italské společnosti. Američané také prostřednictvím médií zpochybňovali znalosti a schopnosti italských vyšetřovatelů.

## Soudní procesy
28. října 2008 byli Sollecito a Knoxová oficiálně obviněni z vraždy Kercherové. Rudy Guede byl souzen odděleně, jelikož souhlasil se zrychleným řízením. Důvodem byla obava jeho právníků z mediálního zájmu o Knoxovou, který mohl negativně ovlivnit rozhodnutí poroty, pokud by byli souzeni společně. Za vraždu byl odsouzen k 30 letům odnětí svobody. Po odvolání mu byl 22. prosince 2009 trest snížen na 16 let. Státním zástupcem v případu se stal Giuliano Mignini. Ten se dříve nechvalně proslavil v kauze tzv. Monstra z Florencie - nikdy nedopadeného sériového vraha, který pravděpodobně zavraždil až 16 lidí. Tehdy Mignini vinil z vražd satanistický kult či svobodné zednáře. Podezřelý byl i ze zneužívání autority. Soud s Knoxovou a Sollecitem začal 16. ledna 2009. Podle Migniniho stála za smrtí Kercherové drogami poháněná sexuální hra, která se zvrhla ve chvíli, kdy její účastníci, na rozkaz Knoxové, dívku zavraždili, protože se jí odmítla účastnit. Knoxovou vykreslil jako veskrze zkaženou, sexem posedlou narkomanku bez zábran, která zmanipulovala Sollecita a Guedeho k vraždě své spolubydlící. Jako přesvědčivý důkaz uvedl stopy Sollecitovy DNA na sponě od podprsenky, DNA Knoxové v krvi na umyvadle, její původní doznání a výpověď Sollecita o její absenci v jeho bytě v době vraždy. Hlavním svědkem obžaloby se stal bezdomovec Antonio Curatolo, který vypověděl, že Knoxovou a Sollecita viděl 1. listopadu v noci nedaleko místa činu. Přestože se Curatolo přiznal, že každodenně užívá heroin a ve své výpovědi si často protiřečil, soudce ho označil za věrohodného. 29. prosince 2009 byla Amanda Knoxová odsouzena za sexuální útok, vraždu a křivé obvinění k 26 letům vězení, Raffaele Sollecito za sexuální útok a vraždu k 25 letům odnětí svobody.
Během pobytu ve vězení byla Knoxová vyšetřena lékařem, který jí oznámil, že je HIV pozitivní. Do svého deníku si proto zapsala seznam mužů, se kterými měla sexuální kontakt a zjišťovala, který z nich ji mohl nakazit. Tento deník unikl do médií, která ho opět využila k vykreslení Knoxové jako promiskuitní a amorální ženy. Následně jí bylo lékaři oznámeno, že HIV nemá. V roce 2010 se Knoxová a Sollecito odvolali. Při následujícím soudním procesu byly vyšetřovatelům vytknuty chyby při sběru a vyhodnocení důkazů. Na místě vraždy se pohybovalo množství lidí bez ochranných obleků, a to včetně další spolubydlící, která manipulovala s některými věcmi. Kercherové nebyla měřena teplota těla, která by určila přesnou dobu úmrtí. Ta mohla pomoci vyloučit Sollecita jako pachatele, jelikož byla do pozdních večerních hodin zaznamenána aktivita na jeho počítači. Spona z podprsenky, objevená až 46 dní po vraždě pod koberečkem, mohla být DNA Sollecita pouze kontaminována. Jeho DNA pak nebylo nalezeno na látce podprsenky, ačkoliv by se jí musel při manipulaci se sponou také dotknout. Přítomnost DNA Knoxové na umyvadle se dala předpokládat, jelikož v bytě bydlela a koupelnu běžně používala. 3. října 2011 byli Knoxová a Sollecito zproštěni obvinění. Trest za křivé obvinění Lumumby byl Knoxové prominut, jelikož mu zaplatila odškodné a v době propuštění si už tuto část trestu odpykala. Po osvobozujícím verdiktu se Knoxová vrátila do Seattlu, kde se okamžitě stala mediální hvězdou.
26. března 2013 byl případ vraždy Meredith Kercherové opět otevřen nejvyšším soudem. Novým důkazem měla být stopa DNA na kuchyňském noži, který se našel v Sollecitově bytě a který byl podle rozměrů označen za vražednou zbraň. Na čepeli nože měla být nalezena nevýrazná stopa DNA Kercherové, na rukojeti pak výrazná stopa DNA Knoxové. Soud se tentokrát kvůli kapacitě soudní budovy odehrál ve Florencii. Knoxová se odmítla osobně zúčastnit s tím, že nesouhlasí s justicí, která prokazatelně udělala v jejím případě obrovské množství chyb. Sollecito se k soudu dostavil osobně až před vynesením rozsudku. Obhájci Knoxové a Sollecita namítali, že byt byl plný stop Guedeho, ale stopy domnělých dvou pachatelů úplně chyběly. Soudce tuto skutečnost označil za důsledek jejich systematického zahlazování. Ačkoliv se ani DNA Kercherové na čepeli nože v dostatečném množství nenašla, 30. ledna 2014 byli Sollecito a Knoxová odsouzeni nejvyšším soudem k 25 letům, resp. 28,5 roku vězení. Knoxové byl do trestu opět připočítán i trest za křivé obvinění. Proti tomuto verdiktu se dvojice odvolala k nejvyššímu odvolacímu soudu, který je 27. března 2015 definitivně zbavil všech obvinění.
V roce 2023 nařídil italský nejvyšší soud opět prověřit druhou výpověď Knoxové, ve které za možného pachatele označila Lumumbu. K přelíčení ve Florencii se 5. června 2024 dostavila Knoxová osobně. Byl to její první návrat do Itálie po 12 letech. Zopakovala, že svou výpověď učinila v Italštině, pod nátlakem policistů a v šoku. Soud jí přesto opět uznal vinnou z křivého obvinění a odsoudil jí k 3 letům odnětí svobody. Ani tentokrát se však do vězení vrátit nemusela, jelikož se do délky trestu započetla též doba strávená ve vazbě.